# 僱傭
僱傭是指兩个伙伴之间的契约关系，其中一方为雇佣者（雇主、雇佣人、资方、甲方），另一方为被雇佣者（僱員、傭人、受僱人、劳方、乙方）。从法律意义来看，通过双方契约约定，“被雇佣者”为“雇佣者”工作（出卖劳动、提供劳务），并由雇佣者提供报酬的法律关系，属于民法的范畴。
在商界，生产机构需要尽力进行产出行为以获得商业利润，具体从事这种产出行为的人并以此获得所得的人称为僱员、职员。
另外，在公共行业（如政府部门、非营利机构）也存在类似的雇员、职员，通常稱為公務員、公職人員。
提供個人工作機會並酬以薪資的持續活動，稱為「雇用」。利用個人或多人所提供的服務來換取工資或其他款項的行為，則稱為「短期僱用」。為維持生計或作為主要事業或工作而從事的活動，不論有薪與否，都稱為職業。

## 美國分类
在美国，标准雇佣合约被认为是在一定的意义，雇主和雇员都可以自由终止雇佣在任何时候和任何事业，或为任何理由可言。不过，如果片面终止雇佣关系，由雇主主觀不公正的，雇员可以诉诸法律来挑战此种解雇。在有工会的工作环境，特别是纪律性剛性工會，直至并包括终止雇佣关系可以要求协助其管事主张代表雇员。如果非正式磋商管事与公司不解决问题，管事可以提起申诉，可结果通过一项决议内的公司，或者协商，调解或仲裁，通常之方同样由联盟律師代表。在非工会工作环境，在美国，不公正開除投诉可提请美国劳工部。在加拿大安大略省開除投诉可提请劳动部（安大略省）。在魁北克省，可向委员会提出国际标准仲裁 。 
如果就业或经济等不普遍，稱為失业。 
就业是几乎所有人都在資本主义社会貢獻。有些反对資本主义，如马克思反对資本主义雇佣制度，认为它是不公平的，贡献大部份工作的组织員工没有收到按比例分得的利润。然而，现实和情境动作当中有数团体反对工作，并造成部分现实影响的事件，1968年5月墙的索邦铺上了反工作涂鸦。
劳动者往往谈“找工作”，或是“有一份工作”。这个概念隐喻了“就业”作为一个拥有了其動詞的口号，如“為金钱工作，而不是興趣”。类似的观念是，“土地”作为一个收入來源（房地产）或知识产权作为收入來源（知识产权）並不必動作就有收入。

## 僱主
雇佣者，即雇主，在中文术语里面指老板，指雇请被雇佣者（勞工）的实体或者个人，雇佣者通过支付薪水以交换劳动者所付出的劳动。雇佣者范围包括从临时雇请褓姆（傭人）的家庭到政府直至各行各业的法人组织。在西方世界概念中，政府为最大的“雇佣者”，但是绝大多数劳动力资源分布于中小企业和个体企业当中。
雇佣者在組織机构中为相对概念。雇佣者拥有支配权，拥有土地、资本，同时也是知识产权的拥有者；事实上，所有财富都是由被雇佣者的贡献。在一个实体内部，组织机构（法人）即为雇主；内外的一切活动通过法人代表来管理和体现，此时的“法人代表”即为一般意义的“老板”，但是实质上法人代表也是“被雇佣者”。
雇主是一个人或机构聘用雇员或工人。雇主提供的工资或工资给工人，换取职工的劳动权力，取决于雇员是否缴纳小时或一套按每付期限。受薪雇员，是典型的货款更多更工时比最低，而工资支付所有工时，加班费等。 
雇主包括一切从个人聘请褓姆，以政府和企业可雇用成千上万的员工。在大多数西方社会的政府是最大的雇主，但大部分的劳动力受雇于中小型企业，在私营部门。 
留意到，虽然员工可能有助于发展一个企业，雇主必须保持自主控制权的生产基地的土地和资本，而且是实体命名合同。雇主通常还保持所有权，知识产权所创造的雇员范围内就业，并作为功能而言。这些被称为“工程，聘请”。
在大型组织的管理员工往往交由人力资源部“手臂的长度”。考试录用制度，纪律和终止通常提供由人力资源部门，而监事和经理个别部门提供有关指示日常活动，目标等，对国家的规模，雇主可以举办与雇主组织。雇员可以有组织工会或行业协会，如建筑研究所规格，即规格作家。

## 僱員

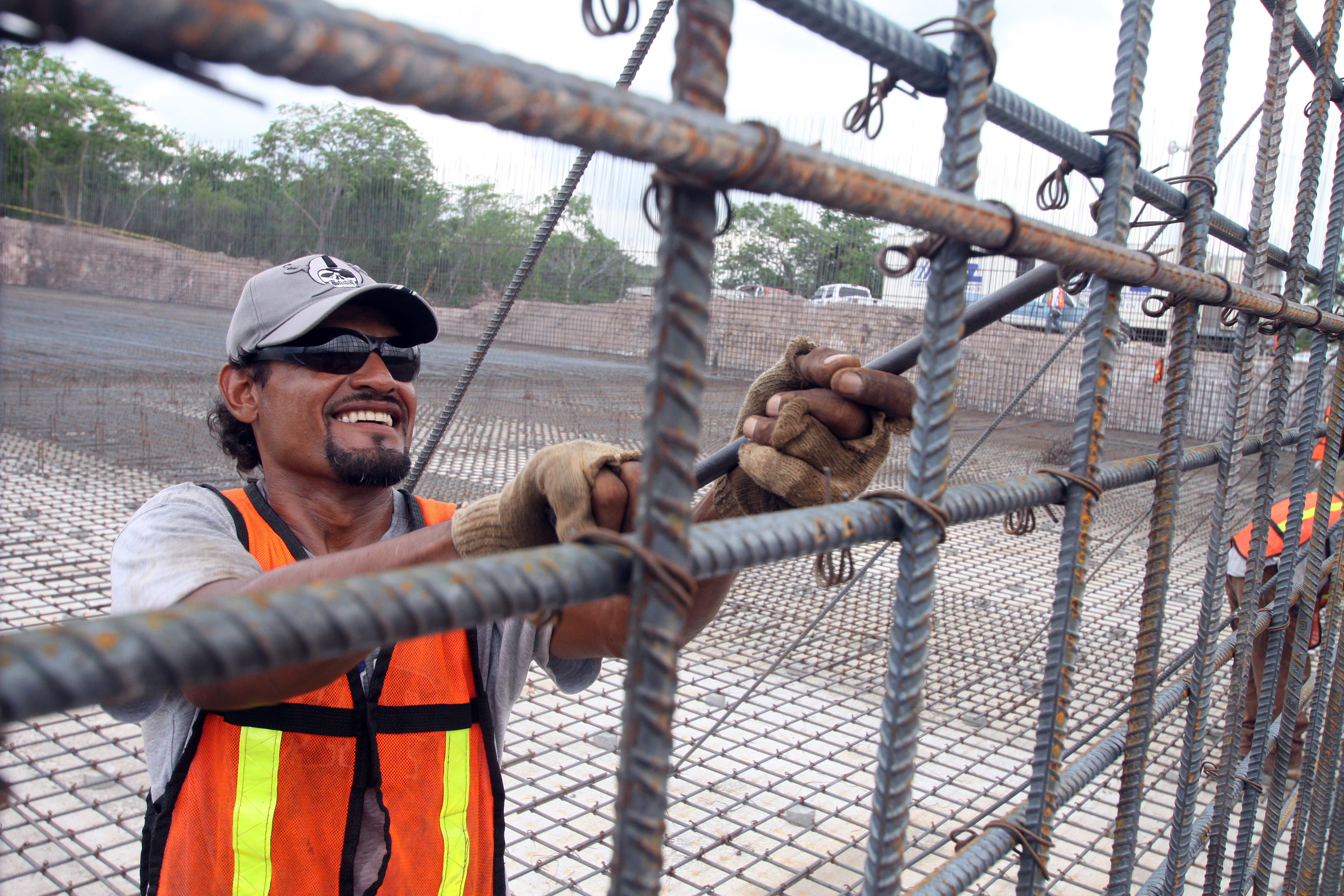
藍領勞工

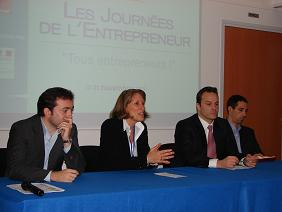
白領勞工

雇员，（即被雇佣者），是指被雇请的任何个人，如工人雇请做各种杂活，法律顾问、律师、會計師、摄像师等其他类别的勞工等。
- 分为很多阶层，如蓝领和白领，企业的管理层和普通工人，政府高官和普通公务人员，大学教授和普通助教，餐馆有经理和服务员（侍者）等等。
- 志愿者通常不属于被雇佣者的范畴。